# 岡村萌子
岡村 萌子（おかむら もえこ、1983年12月31日 - ）は、日本の女優。

## 作品

### 映画
- 「AI～彼女の世界征服」松浦康子役[1] 監督：加藤謙司[2] 主演：小泉麻耶 (2011年)

### テレビ
- 「AI〜彼女の世界征服」 (スカパー 319ch/ひかりTV 242ch/J:COM 505ch-2011年)
- 電報日和　第1話『本日のプロポーズ』 ミカ役 脚本：山本あかり 制作：大多亮 (フジテレビTWO-2012年)
- PON! 『PON！PON！ポシュレ』 (日本テレビ-2012年)

### 歌
- 明日と夢と笑顔のために[3] 詞：曲 SAIJI　(iTunes-2011年)

### インターネット動画
- 電報日和 第1話 ミカ役 フジテレビ無料動画サイト「見参楽（みさんが！）」（2011年10月3日 - 1話3か月配信）